# LPG선

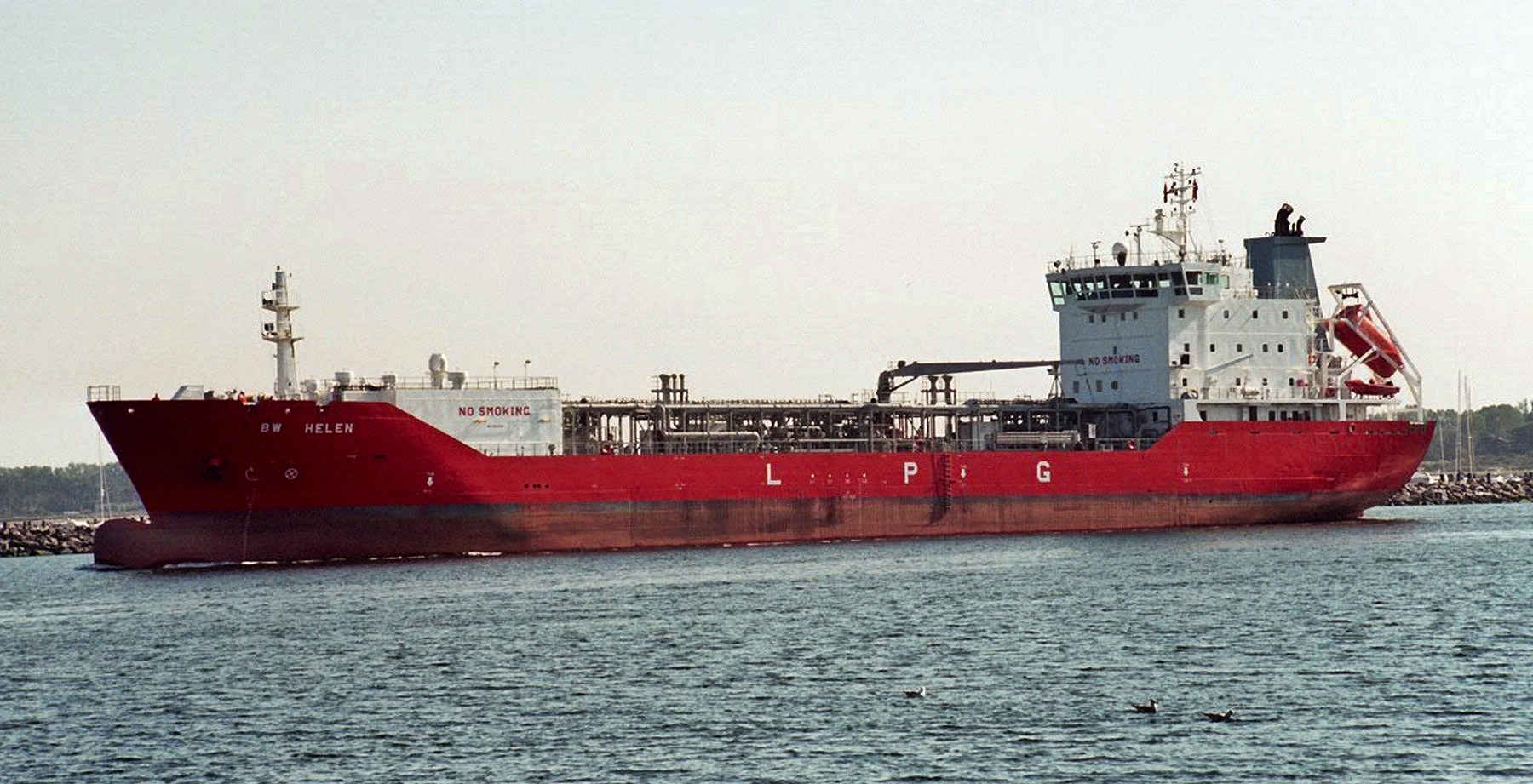
LPG를 수송하는 탱커 BW 헬렌(BW Helen, IMO 9207039).

LPG선(LPG carrier), LPG 탱커(LPG tanker) 또는 가스 운반선(gas carrier or gas tanker)은 액화석유가스(LPG)를 대량으로 수송하기 위해 설계된 선박이다.
LPG선 제조사 목록은 다음과 같다:
- 현대중공업
- 가와사키중공업선박해양컴퍼니
- 미쓰비시 중공업
- Damen Shipyards Group (http://products.damen.com/en/ranges/liquefied-gas-carrier)